# Collegio plurinominale Emilia-Romagna - 04
Il collegio elettorale plurinominale Emilia-Romagna - 04 è stato un collegio elettorale plurinominale della Repubblica Italiana per l'elezione della Camera tra il 2017 ed il 2022.

## Territorio
Come previsto dalla legge elettorale italiana del 2017, il collegio era stato definito tramite decreto legislativo all'interno della circoscrizione Emilia-Romagna.
Il collegio comprendeva la zona definita dai cinque collegi uninominali Emilia-Romagna - 11 (Scandiano), Emilia-Romagna - 12 (Parma), Emilia-Romagna - 13 (Fidenza), Emilia-Romagna - 14 (Piacenza) e Emilia-Romagna - 17 (Reggio nell'Emilia).

## Dati elettorali

### XVIII legislatura
Come previsto dalla legge elettorale, 386 deputati erano eletti in 63 collegi plurinominali con ripartizione proporzionale a livello nazionale tra le coalizioni e le singole liste che avessero superato la soglia di sbarramento stabilita.
Nel collegio venivano eletti 14 deputati.
| Liste          | Liste                                       | Proporzionale | Proporzionale | Proporzionale | Maggioritario | Maggioritario | Maggioritario |  |
| Liste          | Liste                                       | Voti          | %             | Seggi         | Voti          | %             | Seggi         |  |
| -------------- | ------------------------------------------- | ------------- | ------------- | ------------- | ------------- | ------------- | ------------- |  |
|                | Lega                                        | 148 584       | 21,36         | 2             | 251 310       | 36,12         | 3             |  |
|                | Forza Italia                                | 71 907        | 10,34         | 1             | 251 310       | 36,12         | 3             |  |
|                | Fratelli d'Italia                           | 27 034        | 3,89          | 1             | 251 310       | 36,12         | 3             |  |
|                | Noi con l'Italia – UDC                      | 3 785         | 0,54          | –             | 251 310       | 36,12         | 3             |  |
|                | Partito Democratico                         | 169 079       | 24,30         | 3             | 198 893       | 28,59         | 2             |  |
|                | +Europa                                     | 21 331        | 3,07          | –             | 198 893       | 28,59         | 2             |  |
|                | Italia Europa Insieme                       | 4 901         | 0,70          | –             | 198 893       | 28,59         | 2             |  |
|                | Civica Popolare                             | 3 582         | 0,51          | –             | 198 893       | 28,59         | 2             |  |
|                | Movimento 5 Stelle                          | 186 650       | 26,83         | 2             | 186 650       | 26,83         | –             |  |
|                | Liberi e Uguali                             | 28 462        | 4,09          | –             | 28 462        | 4,09          | –             |  |
|                | Potere al Popolo!                           | 8 421         | 1,21          | –             | 8 421         | 1,21          | –             |  |
|                | Partito Comunista                           | 6 436         | 0,93          | –             | 6 436         | 0,93          | –             |  |
|                | CasaPound                                   | 6 127         | 0,88          | –             | 6 127         | 0,88          | –             |  |
|                | Il Popolo della Famiglia                    | 3 964         | 0,57          | –             | 3 964         | 0,57          | –             |  |
|                | Italia agli Italiani (FN - MSFT)            | 3 261         | 0,47          | –             | 3 261         | 0,47          | –             |  |
|                | Per una Sinistra Rivoluzionaria (PCL - SCR) | 1 264         | 0,18          | –             | 1 264         | 0,18          | –             |  |
|                | Partito Repubblicano Italiano – ALA         | 890           | 0,13          | –             | 890           | 0,13          | –             |  |
| Totale         | Totale                                      | 695 678       | 100           | 9             | 695 678       | 100           | 5             |  |
|                |                                             |               |               |               |               |               |               |  |
| Schede bianche | Schede bianche                              | 7 145         | 1,00          |               |               |               |               |  |
| Schede nulle   | Schede nulle                                | 12 883        | 1,80          |               |               |               |               |  |
| Votanti        | Votanti                                     | 715 706       | 76,64         |               |               |               |               |  |
| Elettori       | Elettori                                    | 933 885       |               |               |               |               |               |  |

## Eletti

### Eletti nei collegi uninominali
Eletti nella coalizione di centro-destra (Lega - FI - FdI - NcI-UdC)
     Eletti nella coalizione di centro-sinistra (PD - +EUR - Insieme - CP)
| Collegio uninominale   | Eletto | Eletto                      | Partito |
| ---------------------- | ------ | --------------------------- | ------- |
| 11. Scandiano          |        | Antonella Incerti           | PD      |
| 12. Parma              |        | Laura Cavandoli             | Lega    |
| 13. Fidenza            |        | Giovanni Battista Tombolato | Lega    |
| 14. Piacenza           |        | Tommaso Foti                | FdI     |
| 17. Reggio nell'Emilia |        | Graziano Delrio             | PD      |

### Eletti nella quota proporzionale
| Movimento 5 Stelle                    | Partito Democratico                            | Lega                         | Forza Italia         | Fratelli d'Italia |
| ------------------------------------- | ---------------------------------------------- | ---------------------------- | -------------------- | ----------------- |
|                                       |                                                |                              |                      |                   |
| Maria Edera Spadoni Davide Zanichelli | Andrea Orlando Paola De Micheli Luigi Marattin | Gianluca Vinci Elena Murelli | Michaela Biancofiore | Ylenja Lucaselli  |

1. ↑  In data 19.09.2019 aderisce al gruppo Italia Viva - Italia C'è.
2. ↑  In data 19.02.2021 aderisce al gruppo Fratelli d'Italia.
3. ↑  In data 27.05.2021 aderisce al gruppo Coraggio Italia; in data 23.06.2022 aderisce al gruppo misto, non iscritti; in data 07.07.2022 alla componente «Coraggio Italia».